# Língua mina
A língua mina, também conhecida como língua  gen, é uma língua africana usada no Togo. É uma língua gbe falada na Região Marítima, no Sudeste do Togo. Ela também é falada no departamento Mono do Benim. Ela faz parte do ramo Volta-Níger da maior família linguística africana, a Níger-Congo. Tal como as outras línguas gbe, mina é uma língua tonal.
De acordo com o SIL/Ethnologue, existem 200 900 mina-falantes no Togo e outros 126 000 no Benim (total: 327 000).

## Alfabeto Mina
O Gen é escrito com formas próprias do alfabeto latino, sem a letra Q, mas com as letras adicionais Ɖ, Ɛ, Gb, Ɣ, Kp, Ny, Ŋ, Ɔ; no Benim usam-se ainda Ƒ e Ʋ.

## Influência no Brasil
Em São Luís, capital do Maranhão, é muito comum o tambor de Mina, culto afro-brasileiro trazido pelos negros da Costa da Mina. Entre as pessoas do culto, é comum usar a expressão da mina guén-guén para se referir a uma casa de culto tradicional ou que não se deixa influenciar por costumes modernos.
Agbetɔwo kpata le jijimɛa, voso vosinɔnɔ, nyi gbèsɔɛ́mɛ́wó le nujɔnunnyi ku goɖoejisewo, amɛbusewo mɛ. Tagbɔ le woa si, eye wɔnawo sɔdoda woanɔnɔwo gbɔa la nyi nɔ́visilélé.
Português
Todos os seres humanos são livres e iguais em direitos e direitos. Eles são dotados de razão e de consciência e estão em contato com os outros em espírito de fraternidade. (Artigo 1 da Declaração Universal dos Direitos Humanos)